# Calum Davenport
Calum Raymond Paul Davenport, född 1 januari 1983 i Bedford, är en engelsk före detta professionell fotbollsspelare, mittback. Han började år 2000 i Coventry City och spelade även för bland annat Tottenham Hotspur och West Ham United i Premier League. Han spelade i det engelska U21-landslaget 2004–2005.
Davenport blev knivhuggen i båda benen den 22 augusti 2009 av sin gravida systers pojkvän och blev därefter akut opererad. Davenport skadades allvarligt i attacken och led allvarlig blodförlust och fick efter intensivvård i två dagar tillbringa ytterligare en månad på sjukhus. Efter återhämtning spelade han ett tag på lägre nivå med non-league klubben Wootton Blue Cross för att försöka återstarta fotbollskarriären, men kom efter benskadorna inte upp i Premier League-nivå igen, och i juli 2012 lämnade han klubben. Sedan dess har han endast periodvis spelat fotboll på lägre nivå. Sedan juli 2021 spelar han i non-league klubben Tavistock AFC från Tavistock i västra Devon, England.